# Lampropeltis getula californiae
Lampropeltis getula californiae là một loài rắn trong họ rắn nước có nguồn gốc ở California, Hoa Kỳ. Hiện nay, ở một số nơi chúng được coi là loài xâm lấn.

## Đặc điểm
Về kích thước, chúng thường dài và ốm, khoảng 1,5 m nhưng kích thước trung bình của các cá thể bạch tạng đang tăng lên khiến chúng to hơn so với kích cỡ gốc. Lampropeltis getula californiae có nhiều màu sắc khác nhau trong đó có bạch tạng có màu trắng sọc vàng nhạt, mắt hồng. Lampropeltis getula californiae là loài ăn tạp, bao gồm các loài động vật như thằn lằn khổng lồ, các loài chim, thậm chí ăn cả thỏ con nhưng nó không đe dọa tới tính mạng con người. Loài bò sát này dành nhiều thời gian trong hang hốc, bụi rậm, dưới lòng đất. Khi bị đe dọa, loài rắn này tiết ra chất lỏng có mùi tanh nồng.

## Loài xâm lấn
Chúng hiện nay là loài xâm lấn trên đảo Gran Canaria hòn đảo lớn nhất thuộc quần đảo Canary của Tây Ban Nha, nó sinh sôi, nảy nở và ăn các loài thú quý hiểm bản địa. Những con rắn này ban đầu được người dân nuôi làm vật cảnh nhưng sau tràn vào tự nhiên. Với khí hậu ôn hòa, nhiệt độ mát mẻ trên đảo Gran Canaria, loại rắn bạch tạng sinh sôi chóng mặt. Trong 8 năm qua, hơn 2.000 con đã bị bắt nhưng vẫn còn hàng ngàn con khác sống dưới lòng đất. Tỉ lệ thằn lằn và rắn trong khu vực đang ở mức đáng báo động 1:10. Rắn bạch tạng, một vật nuôi phổ biến nhưng loài vật này khá hiếm trong quần thể động vật hoang dã vì chúng rất dễ bị các động vật ăn thịt khác phát hiện. Sở dĩ rắn bạch tạng thống trị hòn đảo vì rất ít động vật ăn thịt ở đây.
Tây Ban Nha đã mời chuyên gia thế giới về để giúp họ chặn đứng sự sinh sôi của loại rắn bạch tạng đang đe dọa nhiều động vật quý hiếm trên đảo. Nhân viên kiểm lâm trên đảo đã giết hàng ngàn con rắn bạch tạng, bao gồm việc đào tạo chó săn và diều hâu, giăng bẫy bắt rắn và 200 hội thảo huấn luyện dân địa phương kiến thức về loài rắn này. Hơn 70% người dân vẫn còn rất sợ và không thích loài rắn này, họ vấp phải rắn ở khắp nơi trong nhà, ngoài hiên và sau vườn. Nhiều người dân nuôi chim và ngủ dậy phát hiện con rắn đang khoanh mình trong lồng.